# Jehuda Stanisławów
Jehuda Stanisławów(hebr.: מועדון ספורט יהודי יְהוּדָה‎ סטאַניסלעװ, Mu'adon Sport Yahodi Yehuda Stanislew) – żydowski klub piłkarski z siedzibą w mieście Stanisławów (obecnie Iwano-Frankiwsk na Ukrainie), działający w roku 1925.

## Historia
Chronologia nazw:
- 1925: Ż.K.S. Jehuda Stanisławów
- 1925: klub rozwiązano

Klub Sportowy Jehuda został założony w Stanisławowie w latach 20. XX wieku przez lokalną społeczność żydowską. W 1925 roku drużyna zadebiutowała w rozgrywkach Klasy C podokręgu Stanisławowskiego Lwowskiego OZPN w grupie II. Po zakończeniu sezonu klub przestał istnieć.